# Cerkiew św. Szczepana w Nesebyrze
Cerkiew św. Szczepana (także Nowe Biskupstwo) – zabytkowa prawosławna cerkiew w bułgarskim mieście Nesebyr, jedna z kilku zachowanych spośród ponad 40 znajdujących się niegdyś w mieście świątyń prawosławnych.
Cerkiew wzniesiono w okresie XI–XIII wieku jako trójnawową bazylikę, przy czym nawa główna jest wyższa od naw bocznych i ma owalnie ukształtowane ściany wschodnią i zachodnią (apsydę i narteks). Budowlę wzniesiono zarówno z kamienia, jak i z cegły. Do wzniesienia świątyni wykorzystano ponownie w ramach odzysku wiele elementów takich jak gzymsy, kapitele kolumn i reliefy, ze zniszczonych, wcześniejszych budowli. Elewację zdobią szkliwione ceramiczne elementy w różnych kolorach i majolikowa ceramika.
Gdy świątynia została wzniesiona, początkowo była poświęcona Matce Boskiej. Z tego powodu malowidła ścienne we wnętrzu cerkwi reprezentują właśnie sceny z jej życia, jej postać odgrywa także istotną rolę w scenach przedstawiających działalność Jezusa w nawie głównej. Kiedy morze zajęło część lądu i zniszczyło stojącą tam cerkiew św. Szczepana, z czasem nazwę tę przeniesiono na obecną budowlę. Łącznie na ścianach świątyni wykonano 258 obrazów, na których znajduje się ponad 1000 postaci. Na podstawie analizy dzieł malarskich ustalono, że wykonało je trzech artystów: dwóch z nich we wschodniej części i trzeci w zachodniej. Na inskrypcji donacyjnej ulokowanej nad południowymi drzwiami naosu znajduje się data wykonania zdobień malarskich – 1599 rok. Malowidła w cerkwi są jednymi z najlepiej zachowanych w mieście.
Przez wiele wieków Nesebyr był siedzibą biskupów, dlatego też cerkwie św. Zofii i św. Szczepana, które były kolejno świątyniami katedralnymi, nazywano odpowiednio Starym i Nowym Biskupstwem. Cerkiew św. Szczepana stała się siedzibą biskupstwa nesebyrskiego w 1257 r., po zniszczeniu cerkwi św. Zofii przez najazd Osmanów. By pomieścić zwiększoną liczbę wiernych, dobudowano drugą nawę.
W XVI wieku budowlę wydłużono, a dwieście lat później dodano narteks. Również w XVIII wieku we wschodniej części narteksu zrealizowano sceny przedstawiające Sąd Ostateczny – wykonano je w stylu współczesnym czasowi ich powstania.

Oprócz dekoracji malarskich, we wnętrzu zachowały się malowany ikonostas datowany na XVI wiek (jeden z najstarszych zabytków bułgarskich) oraz rzeźbiony w drewnie tron biskupi, a także ambona z XVIII wieku. Współcześnie w budynku funkcjonuje muzeum.

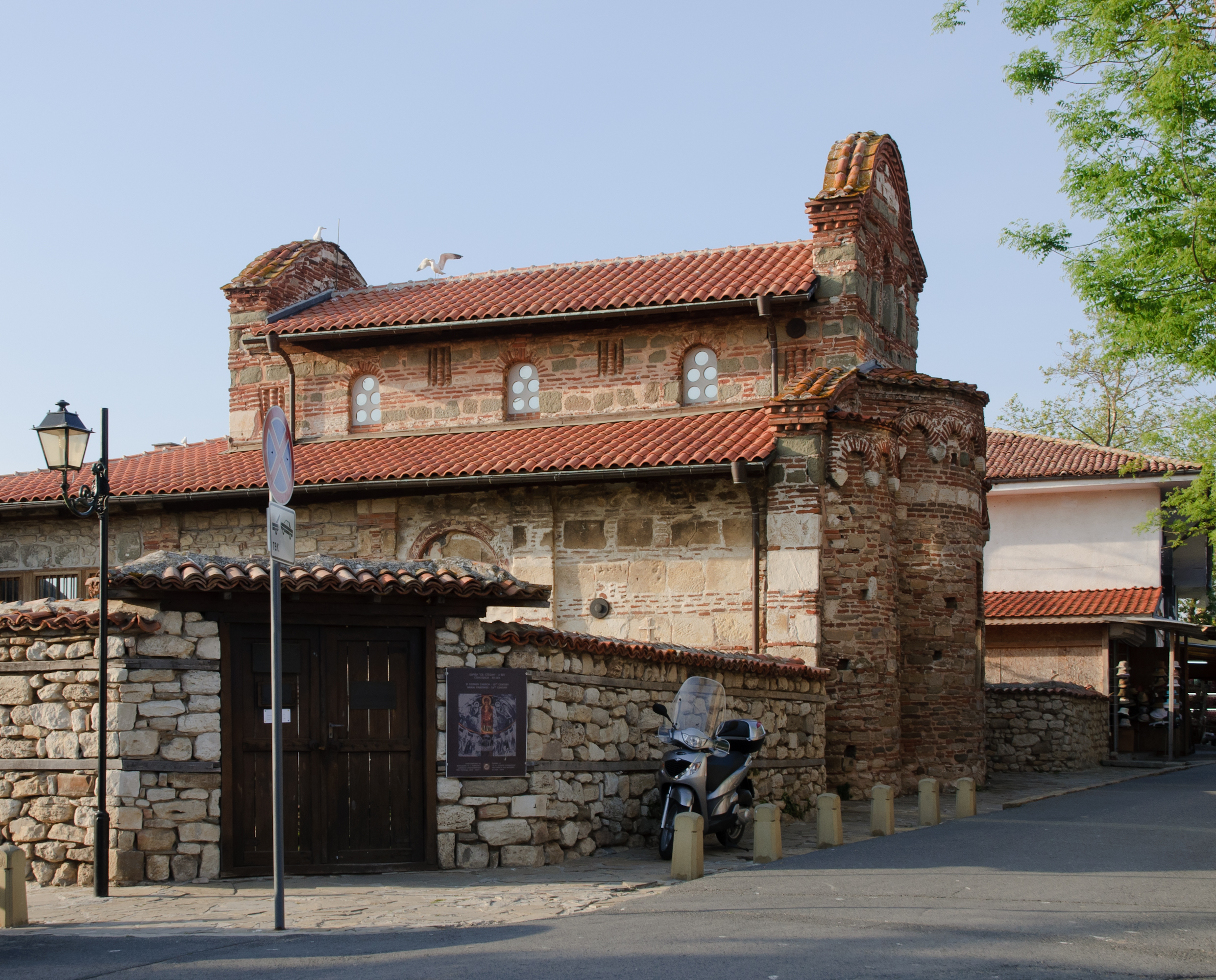
Widok od południa
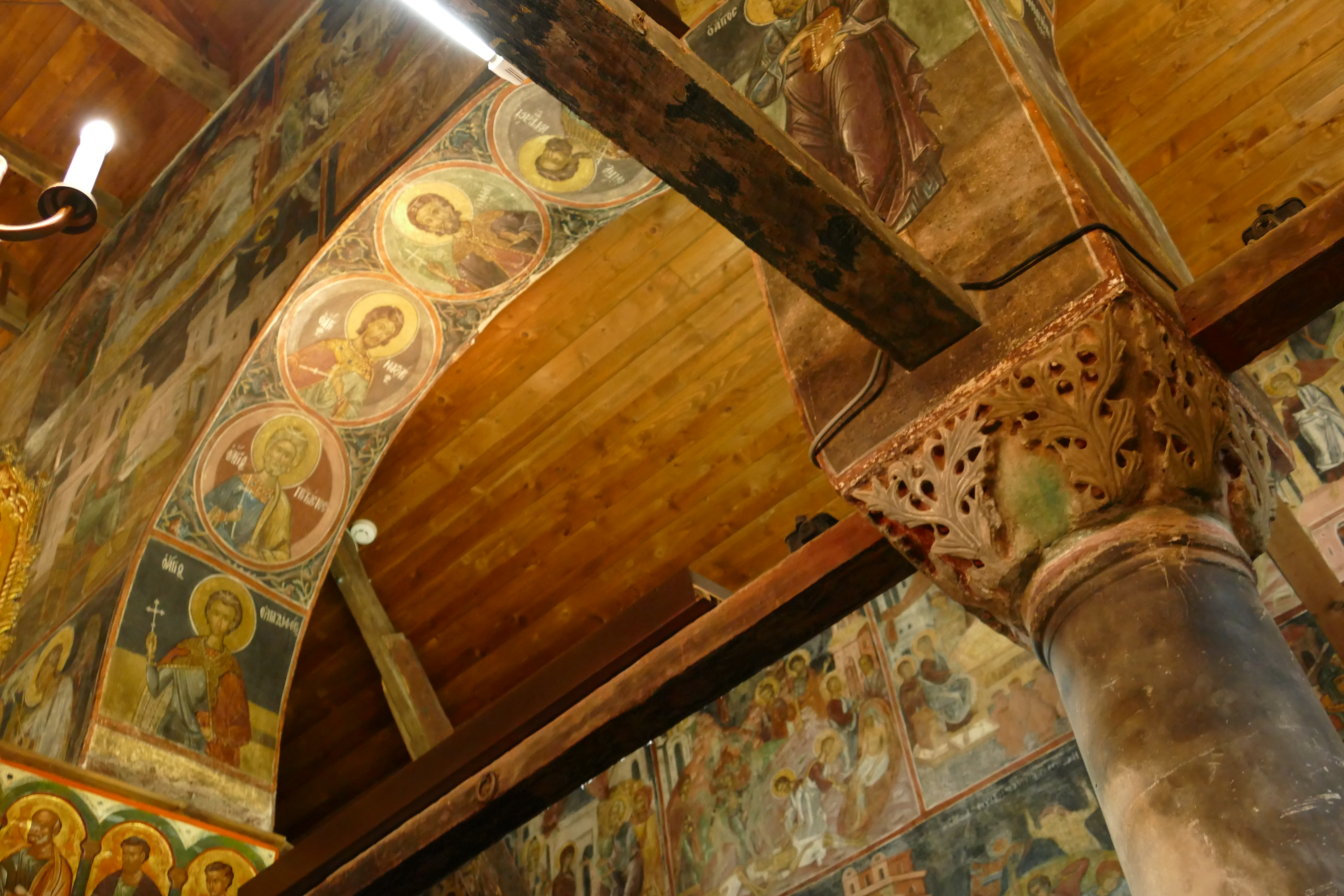
Freski we wnętrzu
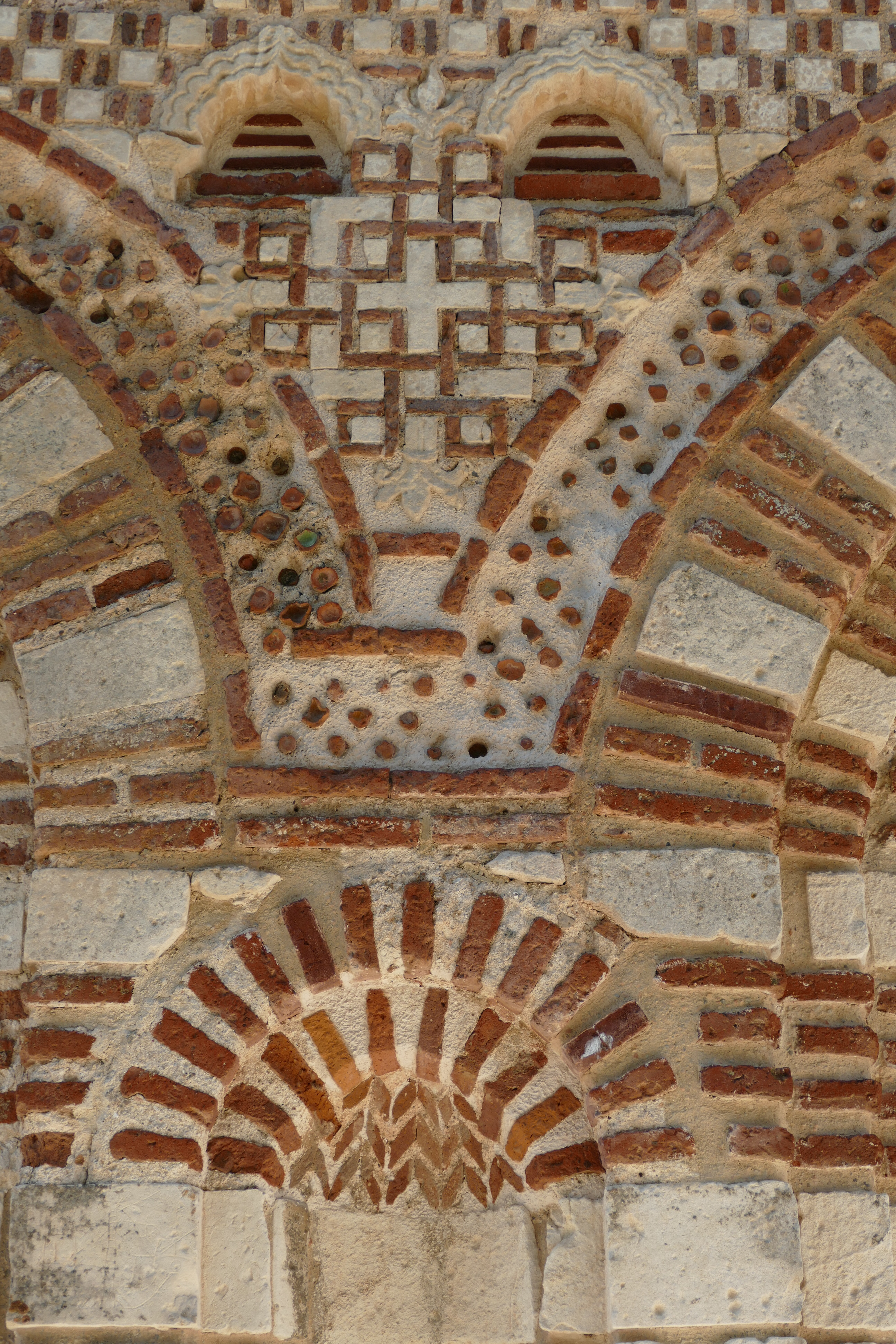
Detale fasady
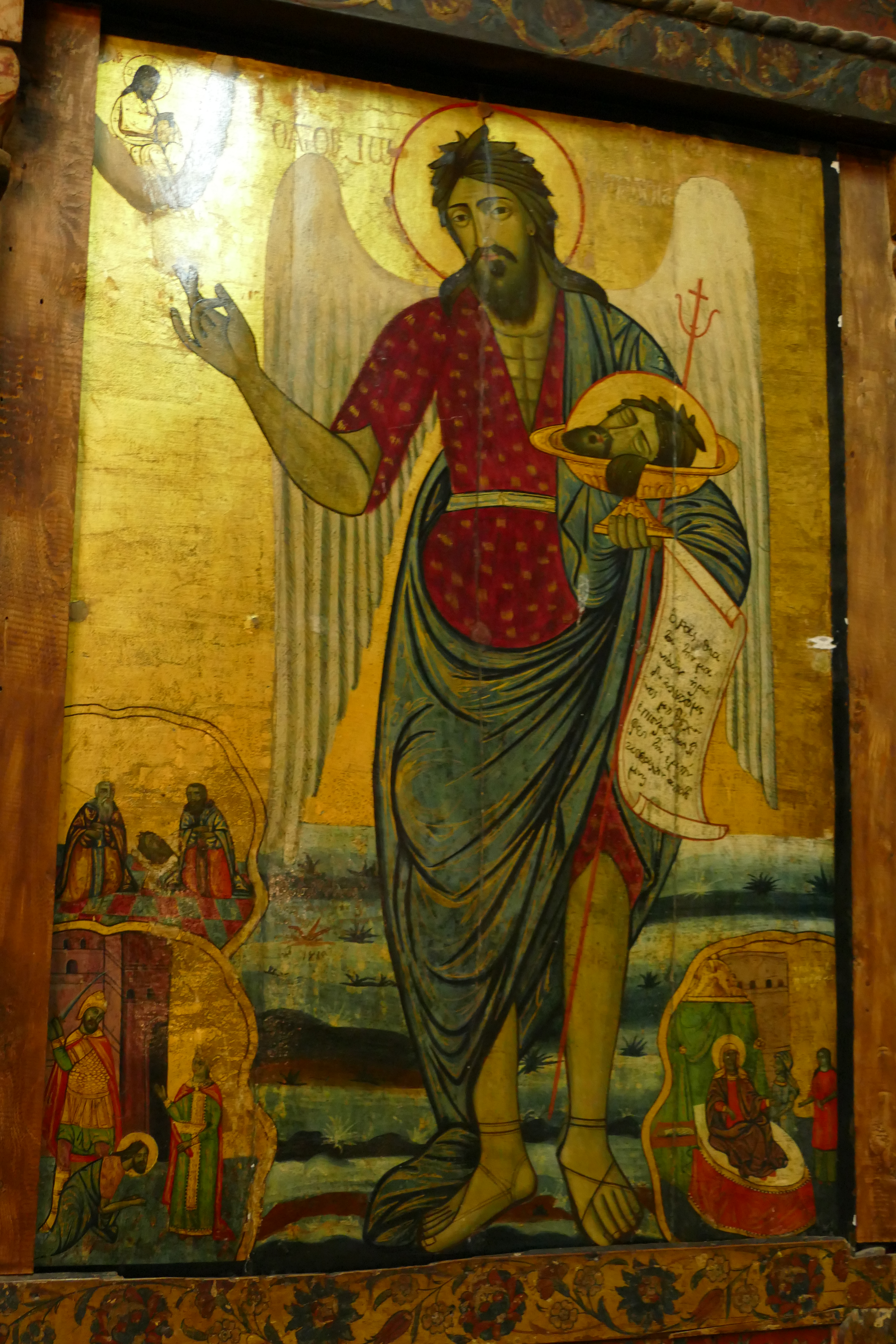
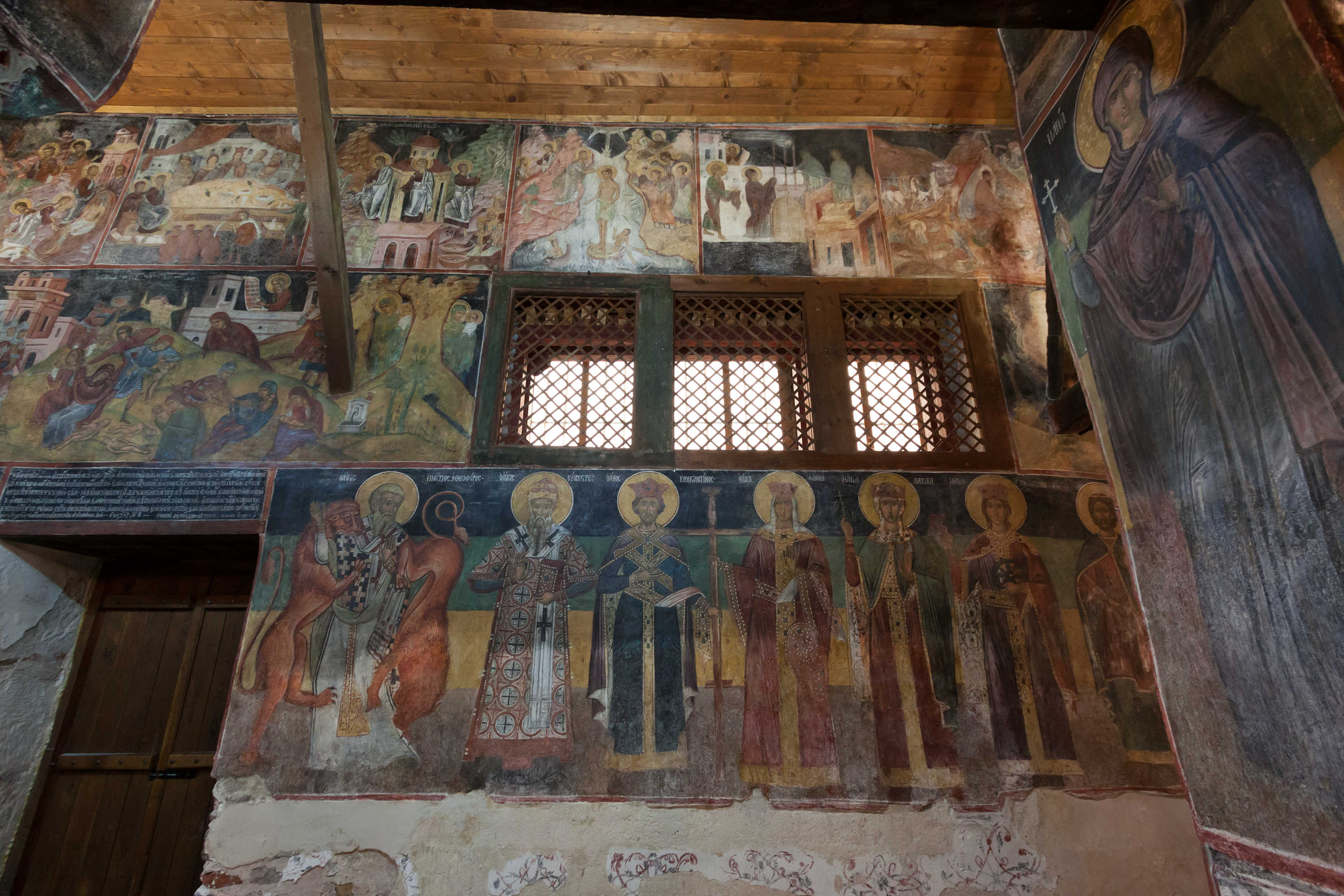
Freski we wnętrzu
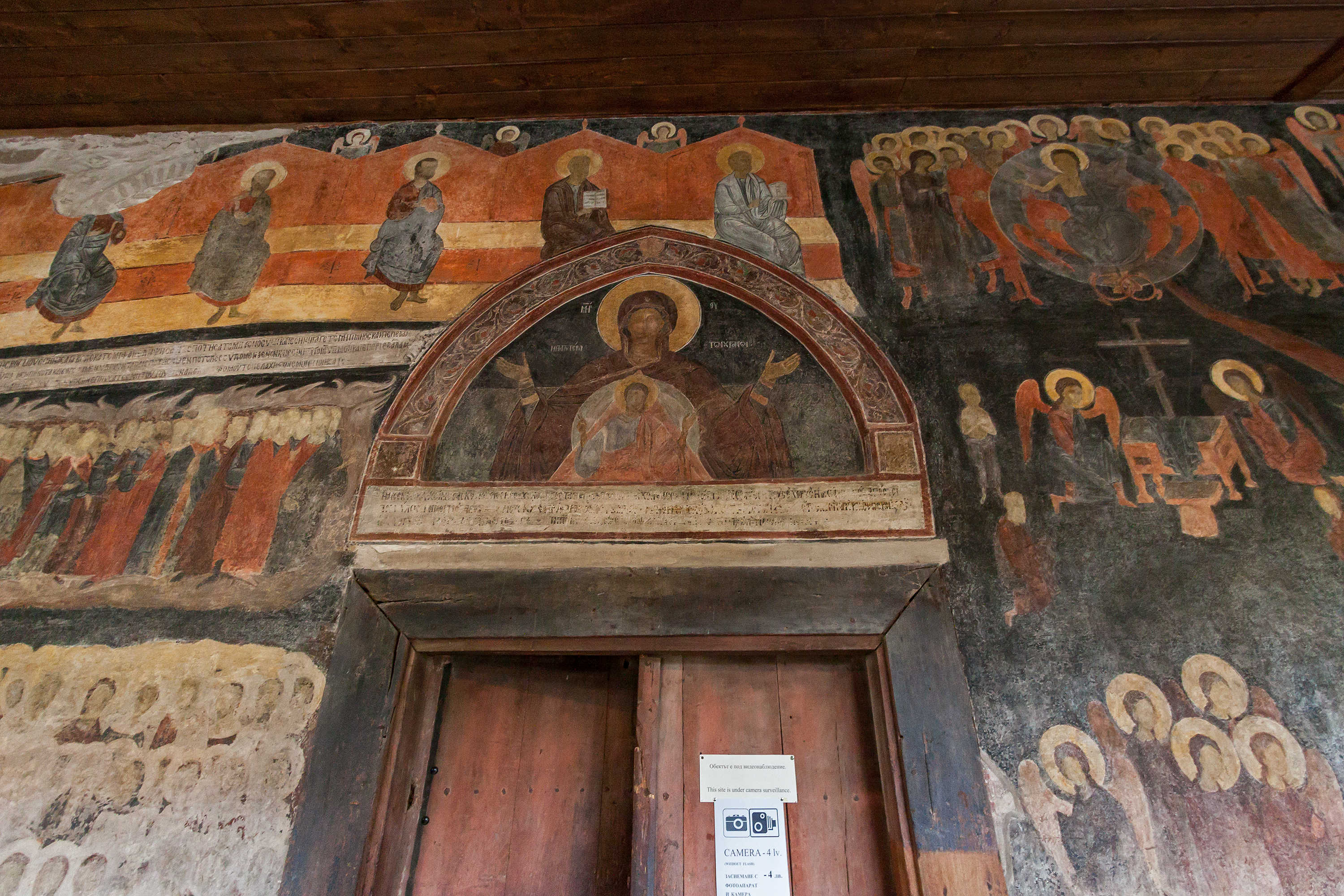
Freski we wnętrzu